# Le Chien (film, 1984)
Pour les articles homonymes, voir Le Chien.
Pour plus de détails, voir Fiche technique et Distribution.
Le Chien est un film français réalisé en 1984 par Jean-François Gallotte et sorti en 1986.

## Fiche technique
- Titre : Le Chien
- Réalisation : Jean-François Gallotte
- Scénario : Irène Sohm
- Photographie : Étienne Szabo
- Décors : Guy Monbillard
- Son : Dominique Davy
- Musique : Scorpions
- Montage : Christine Monge
- Production : Exo 7
- Pays d'origine :  France
- Durée : 90 minutes
- Date de sortie : France - 15 octobre 1986

## Distribution
- Micheline Presle : Simone
- Véronique Silver : Adèle
- Jean-Luc Bideau : Georges
- François Frapier : Pierre
- Marc Fege : François
- Marcel Frizzin : le cafetier
- Eduardo Galhos : l'homme
- François Kouky : Daniel
- Jean-Claude Sachot : Henry

## Sélection
- Festival de Cannes 1984[1] (Perspectives du cinéma français[2])